# Pete Townshend
Pete Townshend (London, Egyesült Királyság, 1945. május 19.) többszörös díjnyertes brit rockgitáros, énekes, dalszövegíró, zeneszerző és író.
Townshend az 1960-as években a The Who gitárosaként és fő dalszerzőjeként vált ismertté. Az együttes karrierje több mint négy évtizedet ível át, melynek során többen nevezték minden idők egyik legjobb, legnagyobb hatású és „valószínűleg legjobb koncertező” együttesének. Townshend száznál is több dalt írt az együttes tizenegy stúdióalbumára és kislemezeire, valamint saját albumaira. Ő volt a Who két rockoperájának, a Tommynak és a Quadropheniának a fő ötletgazdája. Bár leginkább gitárosként ismert, tehetséges énekes és billentyűs hangszereken is jól játszik. Saját és a Who albumain több más hangszeren, például zongorán, basszusgitáron, dobon, szintetizátoron, bendzsón és tangóharmonikán játszott. 2003-ban a Rolling Stone magazin minden idők 100 legjobb gitárosát felsoroló listáján az 50. helyre választották, majd 2011-ben a lista újabb kiadásán már a 10. helyre került.
Townshend a zenélésen kívül több újságcikket, kritikát, esszét, könyvet és forgatókönyvet is írt.

## Ifjúkora
Mivel zenészcsaládba született (apja, Cliff Townshend a The Squadronaires szaxofonosa volt, anyja, Betty pedig énekelt), Townshend zene iránti fogékonysága hamar megmutatkozott. Korán megismerte az amerikai rock and rollt (édesanyja elmondta, hogy többször látta az 1956-ban készült Rock Around the Clock című filmet), első gitárját, egy „olcsó spanyol cuccot” 1956 karácsonyán kapta nagyanyjától. A gitárosok közül leginkább Link Wray, John Lee Hooker, Bo Diddley és Hank Marvin volt rá hatással.
Townshend 1961-ben iratkozott be az Ealing Art College-be. 1962-ben az Acton County Grammar Schoolba járó barátjával, John Entwistle-lel megalapította első együttesét, a The Confederates nevű duót. Dixielandet játszottak, Townshend bendzsón, Entwistle pedig kürtön. Következő együttesük a skiffle-t és rock and rollt játszó The Detours volt, melyet az akkor hegesztőként dolgozó Roger Daltrey vezetett. 1964 elején The Who lett az együttes új neve, mivel egy másik The Detours nevű formáció is létezett. Áprilisban dobosuk, Doug Sandom helyét Keith Moon vette át. Az együttest hamarosan Peter Meaden, egy mod újságíró vette pártfogásába, aki meggyőzte a zenészeket, hogy vegyék fel a The High Numbers nevet, így kedveltetve meg magukat a modokkal. Egy sikertelen kislemez (Zoot Suit) után szakítottak Meadennel; új menedzserük Chris Stamp és Kit Lambert lett. A The High Numbers helyett újra felvették a The Who nevet.

## Zenei karrierje

### Az áttörés

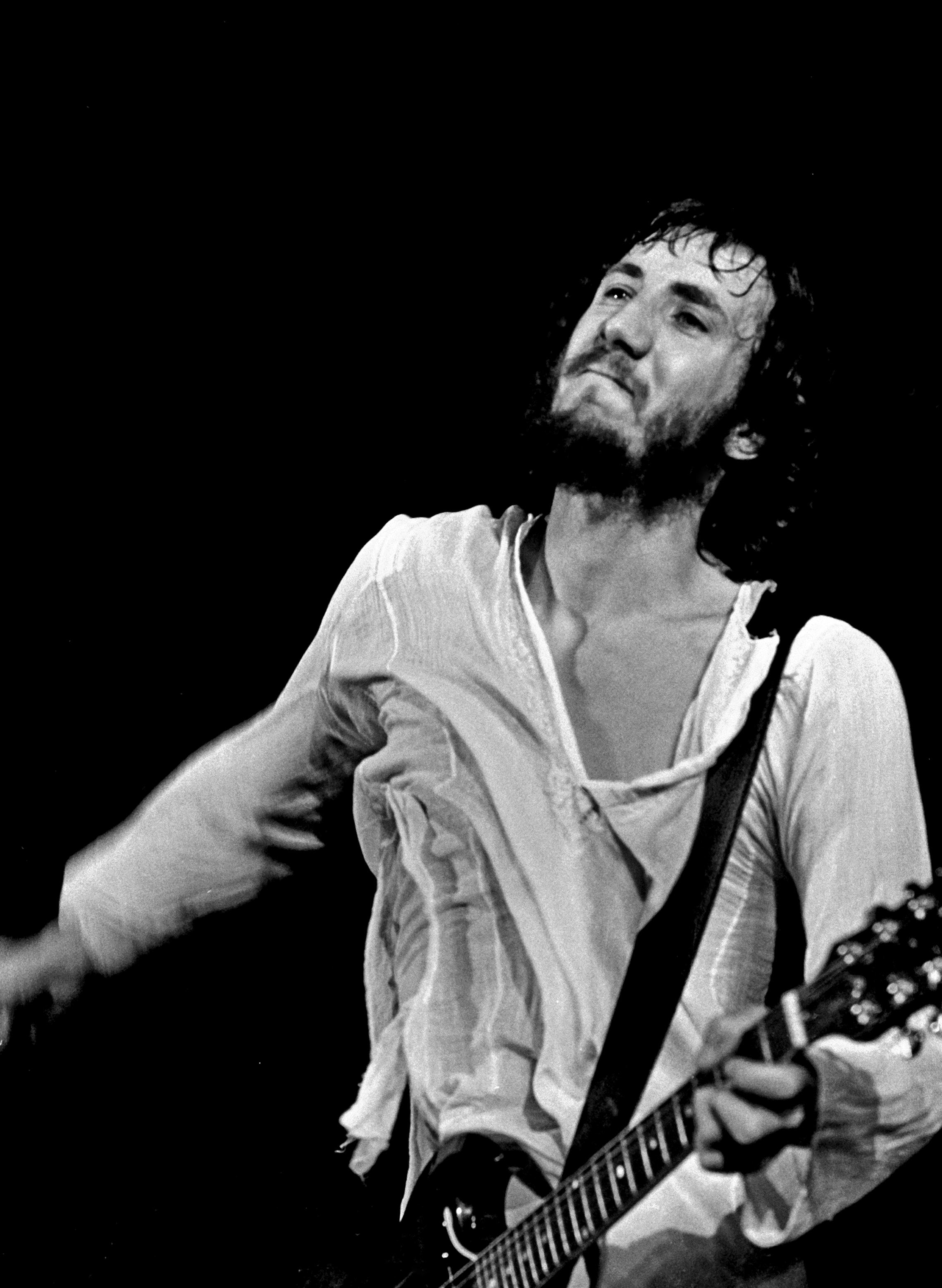
Pete Townshend a The Who koncertjén Hamburgban, 1972. augusztusában

Az együttes pályájának korai éveiben Townshend olyan sikeres dalokat írt, mint az I Can’t Explain, a Pictures of Lily, a Substitute és a korszakalkotó My Generation. Townshend hamarosan különös színpadi viselkedéséről vált ismertté: a dalok előtt hosszú bevezetőket mondott, gitározás közben jobb karjával „szélmalmozott”, gyakran összetörte gitárjait, erősítőit és hangszóróit. Az első gitártörés egy véletlen műve volt: egy koncerten feldobta gitárját, de az a koncertterem túl alacsony mennyezetéhez csapódott. Townshendet ez annyira feldühítette, hogy felszerelése többi részét is sorban összetörte, gyorsan véget vetve ezzel az amúgy sem könnyű műsornak. A hangszerek koncertzáró összetörése az együttes „védjegyévé” vált, melyet később robbanóanyagok használatával egészítettek ki. Miután összetörte gitárját, Townshend a közönség soraiba dobta azt. Egy németországi koncerten egy rendőr fegyvert fogott Townshendre, miközben utasította, hogy hagyja abba a gitárzúzást. Szokását később Gustav Metzger önmegsemmisítő művészetről szóló elméletéhez kötötte, amiről a művészeti iskolában tanult. Townshend a gitártörés motivációját ifjúkori agressziónak tartja, amiből már rég kinőtt.
Az együttes Keith Moon 1978-ban és John Entwistle 2002-ben bekövetkezett halála ellenére még ma is aktív. Több kritikus szerint a Who az 1960-as évek végétől az 1980-as évek elejéig terjedő időszak egyik legjobb koncertező együttese volt, amit zenéjük magas hangereje, frissessége és dalaik sokszínűsége igazolt. A Who jelenleg is aktív, koncertjeit kedvezően fogadják. Ezek közül kiemelkedik a 2005. július 2-án, a Live 8 londoni színpadán adott koncertjük.
Townshend az együttes fő dalszerzőjeként 11 stúdióalbumra száznál is több dalt írt. Legnagyobb teljesítményei közé tartozik az első rockopera, a Tommy, valamint egy második, a Quadrophenia. Ilyen „vívmány” a gitártörés, amit az 1970-es években rengeteg gitáros vett át, a feedback tudatos használata, valamint a szintetizátor meghonosítása a rockzenében. Karrierje során Townshend többször visszatért az egyetlen történetet feldolgozó albumokhoz, ezért a rock világában neve szinte egybeforrt a rockopera fogalmával. Townshend sajátos, összetett és mégis könnyed gitárjátéka is hatással volt az újabb nemzedékekre. Több dalban játszott zongorán és más billentyűs hangszereken is; ha azonban egy dal középpontjában billentyűs hangszerek álltak, akkor olyan híres stúdiózenészeket alkalmaztak, mint Nicky Hopkins, John Bundrick vagy Chris Stainton.

### Szólókarrier
A Who mellett Townshend szólókarriert is folytat. 1969 és 1971 között Meher Baba több követőjével három albumot vett fel, melyeket a jógi tanításai ihlettek. Ezek a Happy Birthday, az I Am és a With Love. Mivel ezeket limitált példányszámuk miatt előszeretettel terjesztették kalózfelvételeken, Townshend tulajdonképpeni első albuma, az 1972-es Who Came First ezekből ad ízelítőt. Az album csak mérsékelt sikert aratott, viszont Who-dalok demófelvételei is voltak rajta. 1977-ben jelent meg Ronnie Lane-nel, a Faces basszusgitárosával (és Meher Baba követőjével) készült közös albuma, a Rough Mix. Townshend 1978. október 3-án Paul McCartney Rockestra Theme című dalának felvételén olyan híres zenészekkel játszott együtt, mint David Gilmour, John Bonham, Ronnie Lane és Hank Marvin. Townshend első igazán sikeres albuma az 1980-ban megjelent Empty Glass volt, melyről a Let My Love Open the Door című dal bekerült az amerikai Top 10-be. 1982-ben jelent meg az All the Best Cowboys Have Chinese Eyes, melyről a Slit Skirts a rádióadók kedvelt dala lett. Ezután Townshend az 1990-es évek közepéig ismét rockopera-szerű, egy témát bemutató albumokat készített; ilyen az 1985-ös White City: A Novel, az 1989-es The Iron Man: A Musical és az 1993-as Psychoderelict.

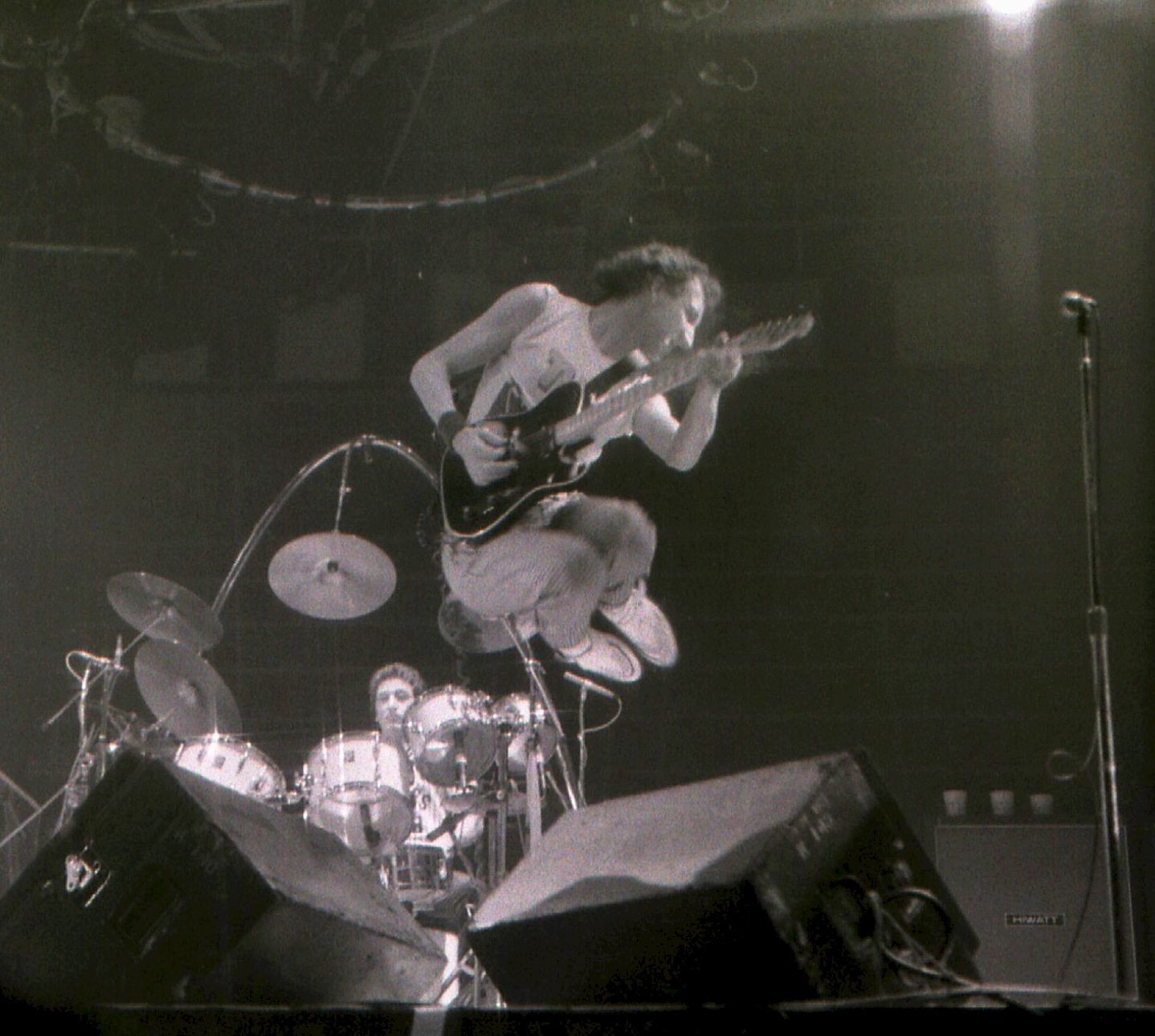
Pete Townshend 1980. május 6-án Torontóban

Townshend több koncertalbumot is felvett, melyek közül az egyiken az általa alapított Deep End nevű supergroup játszik. Az együttes mindössze két koncertet és egy tévés fellépést adott a The Tube című zenés műsorban, hogy adományokat gyűjtsön kábítószerfüggők gyógyítására. 1984-ben Townshend Horse’s Neck címmel egy novelláskötetet adott ki. Interjúiban arról is beszélt, hogy önéletrajzot ír. 1993-ban Des McAnuffal együtt írta és rendezte a Tommy Broadway-n bemutatott adaptációját. Később együtt írtak musicalt Townshend The Iron Man című albumából, amit Ted Hughes könyve ihletett, valamint társproducerei voltak az 1999-ben bemutatott The Iron Giant című animációs filmnek, ami szintén Hughes könyvén alapult.
Townshend The Boy Who Heard Music című rockoperájának bemutatóját a Vassar College’s Powerhouse Summer Theater keretében 2007 júliusára tervezték.

### A Who újabb munkái
Az 1990-es évek közepe óta Townshend több turnén is részt vett a Who még életben lévő tagjaival; a 2002-es turné során hunyt el az együttes basszusgitárosa, John Entwistle.
2005 szeptembere és 2006 októbere között Townshend Internetes blogjában egy életrajzi ihletésű folytatásos történetet közölt, melynek a The Boy Who Heard Music címet adta. Az ebből készült rockoperát 2007. július 13-án mutatták be a Vassar College-ben. 2006 februárjában jelentették be a Who világkörüli turnéjának tervét, mellyel legújabb albumukat kívánták népszerűsíteni. Az Endless Wire, melynek koncepciója a rockopera több elemét tartalmazza, 2006 októberében jelent meg. Ugyanekkor zárták le Townshend blogját, amit ma már más használ és semmilyen kapcsolatban sincs Townshend munkájával.

### Halláskárosodás
A több évtizeden át tartó hangos zenélés miatt Townshend részleges nagyothallásban és fülzúgásban szenved. A Who 1976. május 31-én, a londoni Charlton Athletic Football Groundon tartott koncertje a Guinness Rekordok Könyvébe is bekerült: a színpadtól 32 méterre a hang erőssége 126 decibel volt. 1989-ben Townshend volt az első adományozó, aki részt vett a H.E.A.R. (Hearing Education and Awareness for Rockers) nevű nonprofit alapítvány létrehozásában, melynek célja az emberek megfelelő tájékoztatása hallásuk megőrzése érdekében.

### Interjúk
Pete Townshendre már a Who korai sikereinek idején is számíthattak az újságírók. 1966 elejére ő lett az együttes „szóvivője”, a BBC A Whole Scene Going című műsorának ő adott interjút, melyben elismerte, hogy társaival különböző kábítószereket használtak, a Beatles zenéjét pedig vacaknak nevezte. Az 1960-as évek folyamán a brit zenei lapok rendszeres szereplője volt, ám a Rolling Stone-nak 1968-ban adott hosszú interjúja volt az, mellyel a rockzene egyik szellemi vezetőjévé és teoretikusává vált.
Townshend gyakran nyilatkozott a korszakban újnak számító underground sajtónak is. A lapok így nem csak egy híres interjúalanyt, hanem a rock színterének egyik legőszintébb és legműveltebb elemzőjét is megnyerték maguknak. Emellett maga is írt cikkeket, a Melody Makerben havi rendszerességgel megjelenő rovata volt, a Rolling Stone pedig közölte Meher Babáról és a Who Meaty Beaty Big and Bouncy című albumáról szóló írását.
Townshend és a sajtó viszonya azonban nem volt mindig felhőtlen. Harmincadik születésnapján Roy Carrnek adott interjút: ebben hangot adott azon érzésének, hogy a Who nem elég sikeres, valamint csípős jelzőkkel illette Roger Daltreyt és a brit rockzenei élet más szereplőit is. A New Musical Expressben Carr közölte a beszélgetést, melynek nyomán a Who tagjai között komoly feszültség alakult ki. Townshend kínos helyzetbe került, úgy érezte, hogy csapdába csalták, ezért több mint két évig senkinek sem nyilatkozott.
Ennek ellenére közeli kapcsolata megmaradt az újságírókkal, és 1982-ben az elsők között nekik beszélt a kokainnal és heroinnal folytatott két évig tartó harcáról. Az 1980-as években, amikor a punk népszerűvé vált és divat volt a régi rockegyüttesek lenézése, a sajtó több képviselője Townshend ellen fordult. Kettőjüket, Julie Burchillt és Tony Parsonst az Empty Glassen megjelent Jools and Jim című dalban állította pellengérre, mert azok minősíthetetlen stílusban írtak Keith Moonról, a Who 1978-ban elhunyt dobosáról. Eközben több publicista kritizálta Townshendet, mert szerintük hátat fordított annak a rockzenébe vetett idealizmusának, melyet korábbi nyilatkozataiban hangozattott. 1993-ban megjelent Psychoderelict című albumán Ruth Streeting karaktere az újságírók csípős kritikája (az album cselekménye szerint Sterling botrányt akar kavarni a főhős, Ray High körül).
Az 1990-es években Townshend még mindig népszerű interjúalany volt, de néhány megjegyzése komoly felzúdulást keltett. Timothy White 1990-ben megjelent interjúkötetében, a Rock Livesban Townshend Rough Boys című daláról való gondolatai olvashatóak, melyek azt a téves benyomást kelthették az olvasóban, hogy Townshend homoszexuális vagy biszexuális. A brit bulvársajtó fel is kapta a téves információt, ami az egész világot bejárta. Townshend a homoszexuális barátai iránti tiszteletből nem nyilatkozott az ügyben, de a Playboynak adott 1994-es interjújában tisztázta, hogy sem nem homoszexuális, sem nem biszexuális.
Townshend ma is ír a rockzenéről és az abban elfoglalt helyéről. Írásait leginkább saját honlapján publikálja, de a zenei szaklapoknak és újságoknak is szívesen nyilatkozik.
2006. október 25-én Townshend az utolsó pillanatban mondott le egy előre egyeztetett beszélgetést Howard Sternnel, a világhírű amerikai rádióssal, mert Stern két műsorvezető társa, Robin Quivers és Artie Lange vicces megjegyzéseket tett a zenész 2003-as letartóztatására. Stern később Roger Daltrey-vel készített interjút, melynek során elnézést kért kollégái megjegyzései miatt és elmondta, hogy azok nem tükrözték Stern saját véleményét és Townshend iránti tiszteletét.
Később ugyanabban az évben Opal Bonfantének adott exkluzív interjút a Living Legends című népszerű rádióműsorban. Tizenöt év után ez volt Townshend első élő interjúja, amit a Radio London világszerte közvetített. A zenész későbbi brit turnéjáról, online novellájáról és a régi kalózrádiókról beszélt.

## Hangszerei
Karrierje során Townshend rengeteg gitárt használt (és tört össze). A Who első éveiben leggyakrabban egy Emile Grimshaw SS De Luxe gitáron, valamint 6 és 12 húros, féltömör testű Rickenbacker gitárokon játszott (leginkább az import Rose-Morris modelleken, melyeknek f alakú hanglyukai voltak). Amikor a hangszerek összetörése az együttes koncertjeinek szerves részévé vált, Townshend tartósabb, rugalmasabb (és néha olcsóbb) gitárokat tört össze, például Fender Stratocastereket és Telecastereket, valamint több Danelectro-modellt. 1967-ben, a Who hírhedt fellépésén a Smothers Brothers Comedy Hour című műsorban Townshend egy Vox Cheetah márkájú gitáron játszott, amit a fellépés végén apró darabokra tört (Keith Moon dobfelszerelését pedig felrobbantották). Az 1960-as évek végén Townshend a Gibson SG Specialre tért át. Ilyen gitárt használt az együttes woodstocki fellépésén 1969-ben és a wight-szigeti fesztiválon 1969-ben és 1970-ben.
1972-ben a Gibson megváltoztatta az SG Special designját, ezért Townshend más gitárokat kezdett használni. Az 1970-es évek nagy részében Gibson Les Paul Deluxe-on játszott, melyek közül néhányon csak két mini ikertekercses (humbucker), vagy három hangszedő volt. A The Kids Are Alright című dokumentumfilmben látható, amikor ilyen gitáron játszott, bár a stúdióban inkább Gretsch modelleket használt (például a Who’s Next felvételén).
Az 1980-as években Townshend főként Rickenbackereket és a Schecter Guitar Research (és más hangszerkészítők) által gyártott Telecaster-szerű modelleket használt. Az évtized vége óta mind a stúdióban, mind pedig a turnékon a Fender Eric Clapton Signature Stratocastert használja, Lace-Sensor hangszedőkkel. Stratocasterjei közül néhányon Fishman PowerBridge piezoelektromos hangszedőrendszer van, mellyel az akusztikus gitár hangzását lehet utánozni. Ezt a húrláb mögött található külön hangerőszabályozóval lehet vezérelni.
Townshend az akusztikus gitárok közül több Guild és Takamine modellt, valamint Gibson J-200-at használt. Egy régi Gretsch gitárt Joe Walshtól kapott.
A Gibson több előadói (signature) modellt is gyártott Townshend aláírásával, például a Pete Townshend SG-t, a Pete Townshend J-200-at és három különböző Pete Townshend Les Paul Deluxe-t. Az SG-t korlátozott darabszámban gyártották és speciális tokban árulták, melyben egy eredetiséget igazoló nyilatkozat is volt Townshend aláírásával. A Who korai éveiben használt Rickenbacker Rose-Morris 1997-ről mintázták a Pete Townshend Signature Rickenbacker modellt.

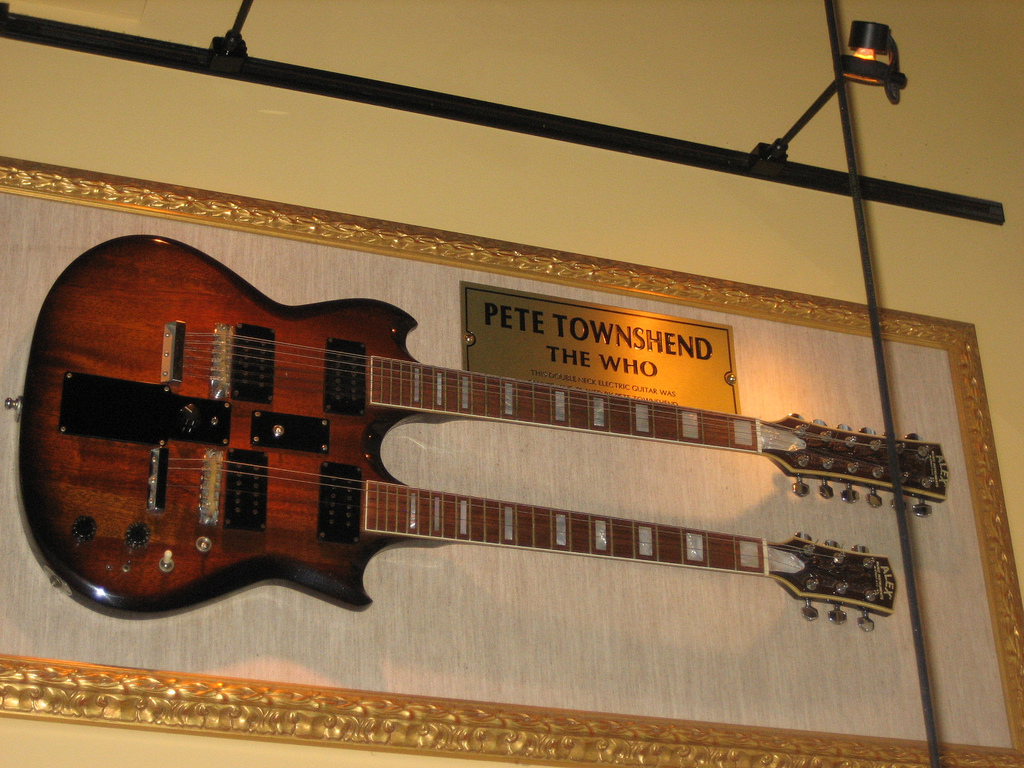
Pete Townshend duplanyakú gitárja a Hard Rock Cafe falán San Franciscóban

Gitárjai között szerepelt a Gibson ES-335 is, melyek közül egyet a Hard Rock Cafénak adományozott. 1968-ban rövid ideig egy ikernyakú Gibson EDS-1275-n is játszott, amit Jimmy Page, a Led Zeppelin gitárosa tett világhírűvé. A Tommy felvétele idején a 12 húros gitárt igénylő részekhez egy Harmony Sovereign H1270 és egy Fender XII gitárt használt.
Az elmúlt Townshend legújabb pedáltábláját Pete Cornish tervezte. A táblán egy kompresszor, egy régi Boss OD-1 overdrive pedál és egy T-Rex Replica késleltető pedál van.
évtizedekben Townshend többféle, például Vox, Fender, Marshall és Hiwatt márkájú erősítőt használt. Az 1970-es évek elején Fender erősítőket használt. Felszerelése egy ideig négy Fender Vibro-King toronyból és egy Hiwatt fejből állt, melyben két darab 12"-os Hiwatt/Mesa Boogie hangszóró volt.
Townshendnek fontos szerepe volt a rockzenei körökben csak Marshall-toronyként ismert erősítő kialakításában. Több beszámoló szerint Townshend azóta használta Jim Marshall gitárerősítőit, hogy azok először népszerűvé váltak. Több hangszóró-szekrényt is rendelt, melyek nyolc hangszóróból álltak és hat láb magasak voltak, tetejük pedig lejtős volt. Ezek azonban túl nehezek voltak, ami megnehezítette szállításukat.
Townshend tanácsára Marshall két részre osztotta a szekrényt, így mindkét felében négy darab 12"-os hangszóró maradt. A hangszórók oldalfala nem volt merőleges az alapra, így a szekrények tornyozhatóvá váltak. Ezzel megszületett a Marshall-torony, amit Townshend Hiwatt-tornyokkal kiegészítve használt.
Townshend mindig is munkaeszköznek tekintette gitárjait, ezért legértékesebb hangszereit sosem használja koncerteken.

## Diszkográfia

### Szólóalbumok
- Who Came First (1972) US #69
- Empty Glass (1980) US #5 (platina)[11]
- All the Best Cowboys Have Chinese Eyes (1982) US #26
- Scoop (1983) US #35
- White City: A Novel (1985) US #26 (arany)[2]
- Another Scoop (1986) US #198
- The Iron Man: A Musical (1989) US #58
- Psychoderelict (1993) US #118
- A Benefit for Maryville Academy (1998)
- Live: The Fillmore (2000)
- Live: The Empire (2000)
- Live: Sadler’s Wells (2001)
- Live: La Jolla (2001)
- Scoop 3 (2001)

### Válogatásalbumok ésEP-k
- A Friend is a Friend (1990)
- English Boy (1994)
- Coolwalkingsmoothtalkingstraightsmokingfirestoking (1996)
- Avatar Chronicles (2000)
- The Lifehouse Chronicles (2000)
- Lifehouse Elements (2000)
- Jai Baba (2001)
- O Parvardigar (2001)
- Scooped (2002)
- Gold (2005)
- The Definitive Collection (2007)

### Másokkal közösen
- Happy Birthday (Ronnie Lane-nel) (1970)
- I Am (Ronnie Lane-nel) (1972)
- With Love (Ronnie Lane-nel) (1976)
- Rough Mix (Ronnie Lane-nel) (1977) US #45
- Because You’re Young (David Bowie Scary Monsters (and Super Creeps) című albumán) (1980)
- Deep End Live! (1986)
- The Oceanic Concerts (Raphael Ruddal) (2001)
- Goddess in the Doorway (Mick Jaggerrel) (2001)
- Being Mick (film Mick Jagger 2001-es évéről) (2001)
- Slow Burn (David Bowie Heathen című albumán) (2002)

1968-ban Townshend segédkezett a Thunderclap Newman nevű együttes megalapításában, melyben három barátja játszott. Andy Newman zongoristát Townshend még a művészeti iskolából ismerte. John "Speedy" Keen dobos korábban Townshend sofőrje volt, ő írta a The Who Sell Out nyitódalát, az Armenia City in the Skyt. Jimmy McCulloch gitáros 1974 és 1977 között a Wings tagja volt. A Thunderclap Newman producere Townshend volt, aki felvételeiken basszusgitáron is játszott (Bijou Drains álnéven). Első kislemezük, a Something in the Air listavezető volt az Egyesült Királyságban és más országokban is sikeres lett. 1970-ben jelent meg az együttes egyetlen albuma, a Hollywood Dreams.
A listában nem szerepelnek a The Who albumai, valamint azok a felvételek, melyeken Townshend stúdiózenészként vett részt. 2005-ben Townshend élettársával, Rachel Fuller zongoristával koncertezett és készített felvételeket.
2006-ban Townshend The Lifehouse Method címen egy honlapot indított, hogy életre keltse Lifehouse című rockoperáját, amit 1971-ben kellett félbehagynia. A honlap üzemeltetésében Lawrence Ball zeneszerző és David Snowden szoftverfejlesztő segít. A jelentkezők saját zenei „portrét” hozhatnak létre, melyekből a honlap üzemeltetői egy nagyobb zeneművet alkothatnak.

## Díjai
- BRIT Awards (1983) – Életműdíj[12]
- Tony-díj (1993) – Legjobb eredeti musicalzene (Tommy)[13]
- Grammy-díj (1993) – Legjobb musical (Tommy)[14]